# European Aeronautic Defence and Space Company
European Aeronautic Defence and Space Company (EADS) var en multieuropeisk försvarskoncern med huvudkontor i nederländska Leiden. EADS var världens näst största och Europas största luft– och rymdfartskoncern. EADS ingår nu i Airbus Group.

## Historia
EADS skapades 10 juli 2000 genom en fusion av tyska DASA (DaimlerChrysler Aerospace), franska Aérospatiale-Matra och spanska CASA (Construcciones Aeronáuticas S.A.). EADS hade 143 358 anställda på 70 olika produktionsorter i Europa. Koncernen omsatte 56,48 miljarder euro. 
EADS har tagit fram den europeiska rymdfärjan Phoenix.

## Koncerndivisioner
EADS är uppdelat i följande divisioner:
- Airbus, tillverkar flygplan, bland annat A380
- Eurocopter, tillverkar helikoptrar
- Military Transport Aircraft
- Aeronautics
- Space (deltar bland annat i utvecklingen av Galileo-systemet)
- Defence and Security Systems.